# Alte Burg (Nieder-Beerbach)
Die Alte Burg ist eine frühmittelalterliche komplett abgegangene Spornburg beim Mühltaler Ortsteil Nieder-Beerbach im Landkreis Darmstadt-Dieburg in Hessen.

## Geografische Lage
Die Alte Burg stand rund 250 m westnordwestlich der Dorfkirche von Nieder-Beerbach auf dem Bergsporn Altenburgkopf (266 m ü. NHN), der sich auf der Ostseite des Schloßbergs der Burg Frankenstein befindet.

## Beschreibung

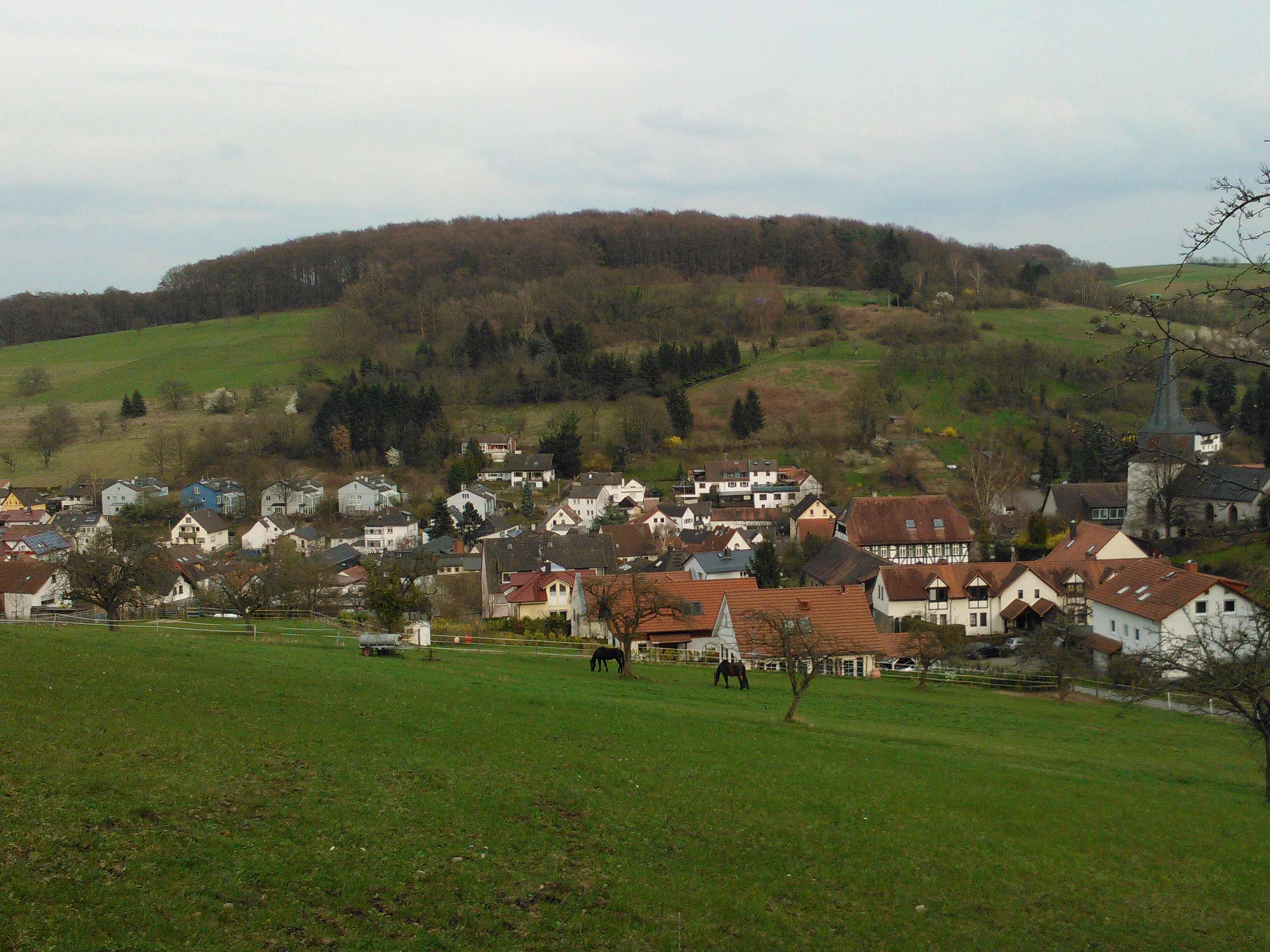
Blick vom Burgstall Alte Burg auf das heutige Nieder-Beerbach, rechts die Kirche

Die Burg, von der keinerlei Reste gefunden wurden, zog sich wohl bis zur heutigen Kirche hin. Es wird vermutet, dass die 1662 genannte Wüstung Dunkelbach mit der Burg in Zusammenhang stand. Die Entstehung wird in die Mitte des 11. Jahrhunderts gelegt. Platz und Lage lassen die Schlussfolgerung zu, dass der Standort nicht mehr als einen Wohnturm aufnehmen konnte. Da nur Fundamentreste gefunden wurde, kann eine hölzerne Burg angenommen werden.
Wenn die Burg und die anderen beiden Burgen im Beerbachtal (das Alte Schloss und das Schlösschen Ober-Beerbach) als Vorburgen der Burg Frankenstein angesehen werden können, so müsste das Verlassen derselben und deren Niedergang ins 13. Jahrhundert gelegt werden, da Mitte des 13. Jahrhunderts die neue Hauptburg auf der Bergspitze erbaut worden war.
Bei dem Weg, der den Sporn umlief, handelte es sich nach Rainer Kunze um den ehemaligen Burggraben, der noch im 19. Jahrhundert Erwähnung fand. In jüngerer Zeit wird von Historikern vermutet, dass die Burgen im Beerbachtal unterhalb des Frankensteins als Vorgängerburgen und mögliche erste Stammsitze des vermuteten Grafen von Beerbach gedeutet werden können. Ob die comes de Berebach als karolingische Maingaugrafen hier zuzuordnen sind, ist aber offen. Auch die Verbindungen zu den Herren von Weiterstadt und – infolge der Heirat von Elisabeth von Weiterstadt mit Conradus dictus Reis de Brueberc – eine angesehene Erbfolge zu den Herren von Breuberg sind nicht gesichert.
Urkundliche Nachweise zu den Besitzern der Burg, eine exakte Zeitstellung und Dokumente zum Erscheinungsbild der Burg fehlen bis heute.

## Interessantes

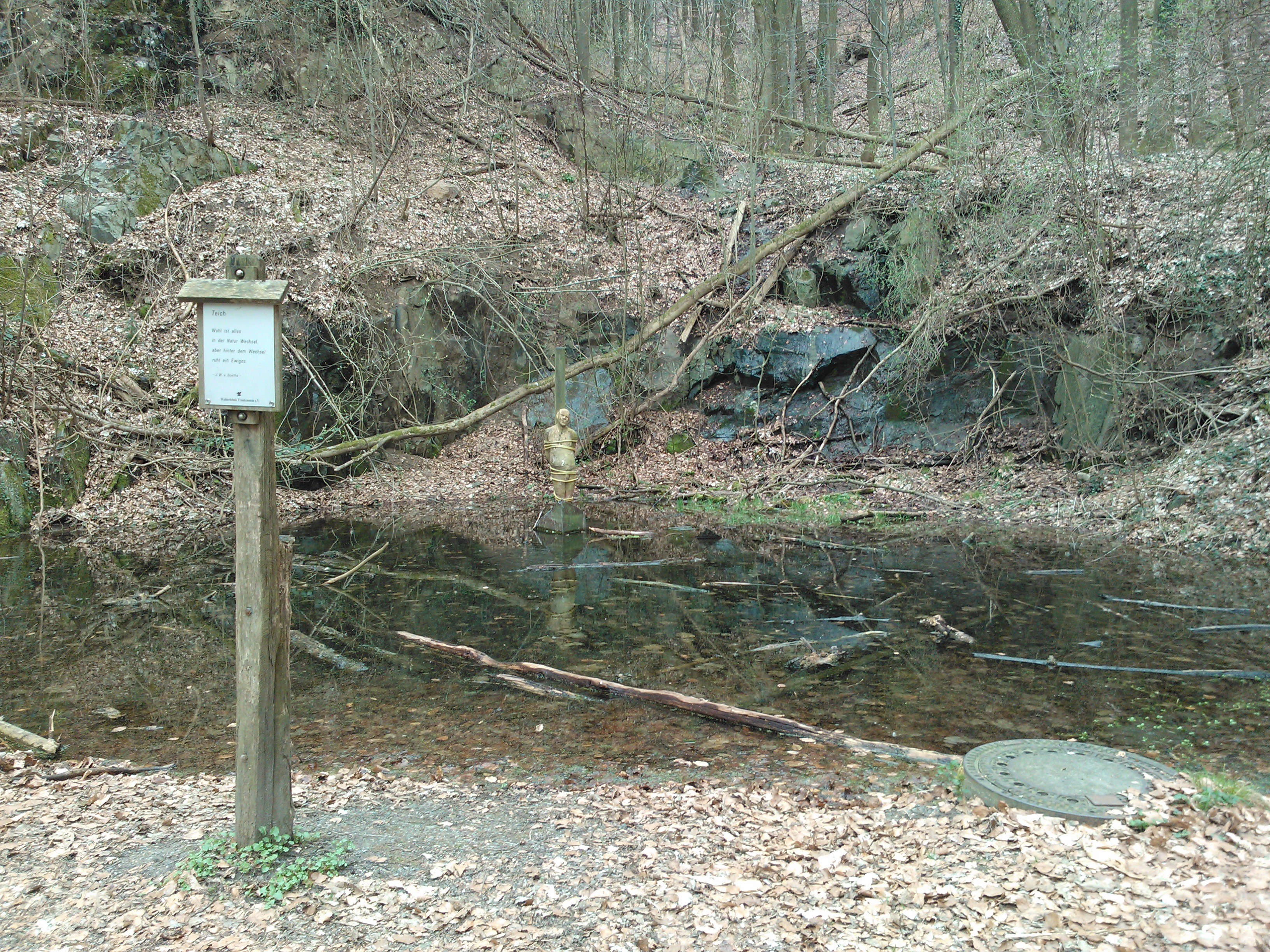
Die Quellfassung oberhalb der Alten Burg

Die alte Flurmarke „alte Burg“ wird im Nieder-Beerbacher Volksmund als „Die áld Bejje“ bezeichnet wird (wobei das mundartliche „Bejje“ außerhalb Nieder-Beerbachs nicht bekannt ist).
Das ehemalige Bauwerk soll über unterirdische Gänge nicht nur mit der Burg Frankenstein verbunden gewesen sein, sondern auch mit der Nieder-Beerbacher Kirche und der ehemaligen Martinskapelle in Bessungen. In diesen Gängen soll sich ein großer Schatz aus Gold, Silber und Wein befinden. Das führte dazu, dass sich mehrfach Schatzgräber am Bergsporn versuchten, so zu Pfingsten 1763, als sich eine größere Gruppe, angeblich mit Erlaubnis Ludwig VIII. von Hessen-Darmstadt, auf Schatzsuche begab und das Gelände durchwühlte. Zum Abbruch der Suche kam es erst, als ein Mann beim Zusammenbruch eines Stollens ums Leben kam. Ähnliche Versuche von 1770/71 und 1787 waren ebenso erfolglos. Lediglich Mauerfragmente zur Kirche und zu einer dort gelegenen Wasserquelle wurden gefunden.